# ムハンマド・アフマド・アル＝マフディー

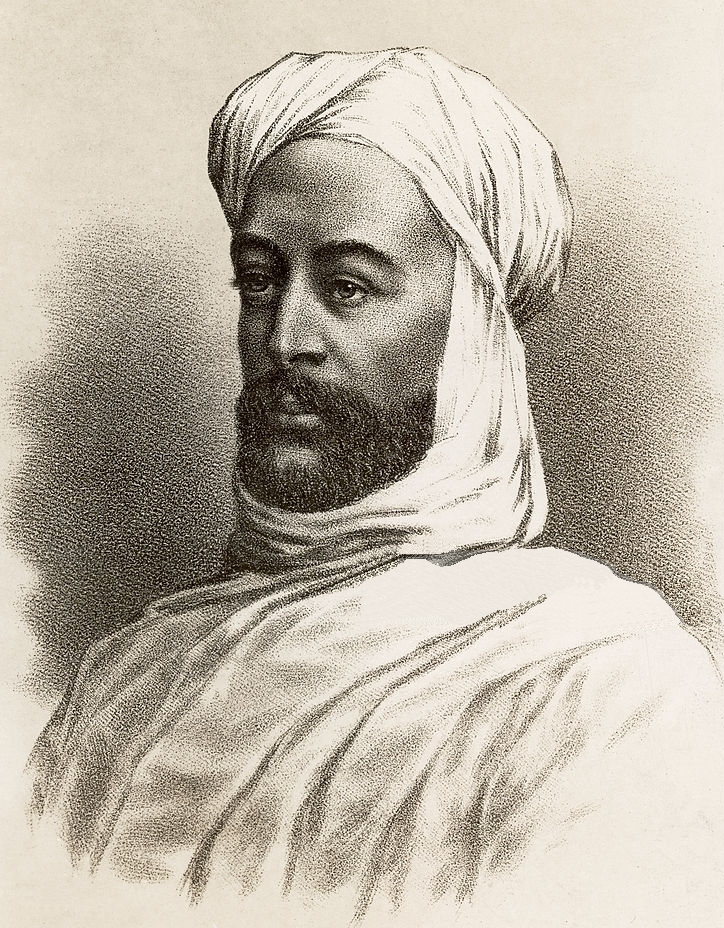
ムハンマド・アフマド・アル＝マフディー

ムハンマド・アフマド（1844年8月12日 - 1885年6月22日）は、19世紀末スーダンの宗教家。1881年に救世主を意味する「マフディー」宣言を行い、いわゆるマフディー運動を開始した。エジプトで起きたウラービー革命に呼応するかのように発生したこの運動は、欧米列強、オスマン帝国、ムハンマド・アリー朝の三重の支配に抑圧された当時のナイル峡谷に終末論（1881年はヒジュラ暦で世紀末にあたる）と救世主を待望するセンチメントがあったことを背景とし、スーダンにはじめて、出自、出身地域、所属教団にとらわれない「民族」意識をもたらした:121。
ムハンマド・アフマドは全名をムハンマド・アフマド・イブン・アッ＝サイイド・アブドゥッラーフ・イブン・ファフル（アラビア語: محمد بن السيد عبد الله بن فحل, ラテン文字転写: Muḥammad Aḥmad b. as-Sayyid ʿAbd Allāh b. Faḥlという。もともとサンマーニーヤ教団の宗教指導者であった人物であるが、1881年6月29日に自ら「マフディー」を称し、イスラームの信仰における救済者（救世主）を自認した。彼の宣言は、トルコ＝エジプトの支配者が敷いた圧政に対する怒りがスーダンの人々の間に広がっていた時期になされ、当時のスーダンのさまざまな宗派的セクトの間で人気のあった救世思想を利用したものである。ムハンマド・アフマドの始めた運動は「マフディーヤ」と呼ばれる（以下、他のマフディー運動と区別するためにこの称呼を用いる）。マフディーヤは、西アフリカにおけるマフディー運動にその先行例を見出だせる。また、ワッハーブ派やその他の禁欲的な宗教改革派の影響も受けている。これらの宗教改革派は、イスラーム復興主義とか復古主義などと呼ばれ、19世紀を通して増大したヨーロッパ列強の軍事経済的優位に対抗して育っていた。
ムハンマド・アフマドは1881年6月にマフディー宣言をしたのち、当時スーダンを支配していたオスマン帝国のエジプト地方政府（テュルキーヤと呼ばれていた。ムハンマド・アリー朝。）に対して善戦し、1885年1月にハルトゥームを陥落させた。この間に、マフディーヤに関する多くの宗教的あるいは政治的なドクトリンが設定され、また、急成長するマフディー支援者（アンサール）たちに向けて公布された。ムハンマド・アフマドはハルトゥームを占領してほんの6か月ばかりが経った1885年6月22日に病死した。新生マフディー国家の統治はムハンマドのハリーファ（代理人）、アブドゥッラー・タアーイシー（「カリフ・アブダッラーヒ」の名でも知られる）に受け継がれた。

## 前半生
ムハンマド・アフマドは、1845年8月12日（ヒジュラ暦1261年シャイバーン月8日）、スーダン北部の町ドゥンクラーのラバブ島で生まれた。おそらくはアラブ化したヌビア人の家系を出自とする。父親のアブドゥッラーフ・ブン・ファフルは船大工で身を立て、つましい暮らしをしていたが、その家系はハサン系のシャリーフだと主張していた。ムハンマド・アフマドがまだ子どもの頃、一家はウンム・ドゥルマーンの北にあるキャラリーという町に移り住むことにした。そこでは父の仕事、船作りに使う木材が手に入るからであった。
兄弟たちが父の仕事を手伝うようになる中、ムハンマド・アフマドは一人、イスラームの教えを学ぶことにのめり込むようになった。彼は最初、ハルトゥーム周辺のジャズィーラ地方にてアミーン・スワイリフ師（Sheikh al-Amin al-Suwaylih）の下で学び、その次に北部の町バルバルの近くでムハンマド・ディカイル・アブダッラーフ・フジャリー師（Sheikh Muhammad al-Dikayr 'Abdallah Khujali）の下で学んだ。スーフィーになって神への崇拝と禁欲の一生を送ることを心に決めてムハンマド・シャリーフ・ヌールッダーイム師（Sheikh Muhammad Sharif Nur al-Dai'm）を探し始め、1861年（ヒジュラ暦1277/1278年）についに尋ね当てた。彼はスーダンにおけるイスラーム神秘主義の一派、サンマーニーヤ教団の教祖の孫にあたる人物である。ムハンマド・アフマドはムハンマド・シャリーフ師と7年間を共に過ごした。この間の彼は敬虔で禁欲的な日々を送っていたと考えられている。
1870年（ヒジュラ暦1286/1287年）にムハンマド・アフマドの一家は再び木材を求めて移住した。今度の移住先はハルトゥームから白ナイル川を150キロメートルほど遡ったところにある島、アーバー島であった。その島でムハンマド・アフマドはモスクを建て、聖典クルアーンを教え始めた。すばらしい説教をする偉いスーフィーがやってきたと、彼のことは島の住民たちの間でたちまち評判になった。ムハンマド・アフマドの思想は、クルアーンの原点に立ち返り、そこから少しでも外れるものは異端（ビドア）とみなすという原理主義である。
1872年（ヒジュラ暦1288/1289年）にシャリーフ師に招かれて、アーバー島近くにある白ナイル川沿いの村、アラーダイブに移り住んだ。ムハンマド・アフマドとシャリーフ師は、当初のうちこそアラーダイブ村で友好的な関係を続けていたものの、1878年（ヒジュラ暦1294/1295年）には言い争いを始めてしまう。原因はかつての弟子がしだいに衆望を得ていくのを黙って見ていられなかったシャリーフ師にあった。2人の宗教指導者の間の諍いは、それぞれの弟子たち同士の暴力的な争いにまで発展した。師弟は一時的に相違点を認めて和解したが、この経験を通してムハンマド・アフマドは導師に明らかな誤りがあることがわかった。2人の男の間にくすぶっていたわだかまりは、シャリーフ師の息子の割礼祝いの宴会の席で再燃した。ムハンマド・アフマドが歌舞音曲は受け容れられないと言い、口論となった。2度目の諍いの結果は、ムハンマド・アフマドのサンマーニーヤ教団からの追放であった。かつての弟子はシャリーフ師に数えきれない程の謝罪をし、情に訴えたが、許されることはなかった。
ムハンマド・アフマドはシャリーフ師との決裂が修復不可能であることを悟ると、サンマーニーヤ教団においてシャリーフ師と同じくらいの力を持っていたもう一人の指導者、クラシー・ワド・ザイン（Sheikh al-Qurashi wad al-Zayn）という名前のシャイフに近づいた。年老いたシャイフは待ち望んでいたかのようにムハンマド・アフマドとその仲間たちを受け容れた。新しい師の下で、アーバー島で行っていたような信仰と修行の日々を再開したムハンマド・アフマドであったが、この時期に一度彼はハルトゥームの西方にあるクルドゥファーン（コルドファン）地方へ旅行に行っている。旅先では中心都市、ウバイドの有力者たちの許を訪れた。彼らはクルドゥファーン地方の支配権を主張して争う2人の人物の間で、権力闘争に明け暮れていた。ムハンマド・アフマドはそのような地域の支配層のみならず、普通の人々に対しても、説法を聞きに来た人なら誰にでもバラカを授けた。このような誰にでも分け隔てのない彼の態度は、彼の評判をますます高めることとなった。
1878年7月25日（ヒジュラ暦1295年ラジャブ月25日）にクラシー・ワド・ザイン師が亡くなり、弟子たちはムハンマド・アフマドこそが自分たちの新しい指導者と認めた。また、カリフ・アブダッラーヒことアブドゥッラー・タアーイシーと知り合ったのもちょうどこの頃である。

## マフディー国家の樹立を宣す
1881年6月29日（ヒジュラ暦1298年シャアバーン月朔日）、ムハンマド・アフマドは「自分が正導者（マフディー）であり、来るべき預言者イーサーの再来に備えて道を整えるべき」ことを公式に宣言した。それは、飛び抜けたスーフィーのシャイフとして、サンマーニーヤ教団とアーバー島の周辺地域の部族の中に多くの弟子たちを持ったムハンマド・アフマドの衆望がなければあり得ない宣言だった。もっとも、マフディー国家（ダウラッ・マフディーヤ）を樹立するというアイデア自体はムハンマド・アフマドの宣言よりも前に、サンマーニーヤ教団の思想の中心に既にあった。前指導者、クラシー・ワド・ザイン師は「待ち望まれているお方（ムンタザル）、救い主は、サンマーニーヤ教団の教えを受け継ぐ者たち（スィルスィラ）の中から現れる」と断言していた。クラシー師によれば「マフディーとなられるお方は、数多くの予兆を通して自らが救世主であることを自覚するであろう、そのような予兆のいくつかはイスラーム黎明期に既に起きており、ハディースにもその旨が記録されているが、まだ起きていない予兆もある。それらは明白に土着的な性格を備えている」と言ったとされる。また、マフディー到来の予兆として、彼がシャイフの子馬の背に乗るであろうこと、そして、彼の死後にその墓を覆うドームが建つであろうことを予言した。
ムハンマド・アフマドは、自分の支持者と敵対者の双方によく知られている昔ながらのスーフィーの儀式を引き合いに出して、私は「預言者たちの集会」、ハドラ・ナバウィーヤ（Al-Hadra Al-Nabawiyya, الحضرة النبوية）においてマフディーに指名されたのだ、と主張した。タサウウフにおいてハドラはアーダムからムハンマドに至るまでのすべての預言者だけでなく、存命中に神的な高みに達したと思われたスーフィー聖者たちも大勢が集まる集会を意味すると観念される。ムハンマド・アフマドが幻視したハドラは、サイイド・ウージュード（Sayyid al-Wujūd）つまり、神との合一（ウージュード）を果たしたサイイドとして知られる預言者ムハンマドが取り仕切り、その側には7人のクトゥブ（Qutb, 軸となる人）がいた、その中で最も年かさの男はガウス・ザマンであった、という。マフディーヤの信仰体系においてムハンマド・アフマドにマフディーの称号を与えたのは、この神秘的なハドラにほかならなかった。マフディーヤにおいては、ムハンマド・アフマドが預言者ムハンマドの心臓の中心で聖なる光の中から生み出されたとか、マフディーヤが永遠にして全宇宙の母体であるとか、生きとし生けるものすべてが生まれたときからマフディー（救世主、ムハンマド・アフマドを指す）の主張を知っているなどといった、多くの中心教義があったが、それらすべての源となっていたのが、このハドラであった。
イスラームの布教が始まったまさにその黎明期、ムスリム共同体であるウンマは預言者ムハンマドと正統カリフたちの指導の下に1つにまとまっていた。ムハンマド・アフマドはマフディーヤにその頃への回帰という枠組みを与えるため、自らのマフディー宣言と預言者の事績との間に多くの対称関係が構築されるように腐心した。例えば、彼は自分自身のことを「ハリーファ・ラスールッラー（Khalifat Rasul Allah, خليفة رسول الله）」つまり「神の預言者の代理人」と言及するとともに（ラスールッラーは預言者ムハンマドの別名）、側近4人を「アブー・バクル、ウマル、ウスマーン、アリー」と呼んだ。さらには自分に従う者たちを他のスーフィーのセクトの信者と区別するため、彼らを「ダルヴィーシュ」という言葉で呼ぶことを禁止し、「アンサール」という称号で言い換えさせた。
マフディー（導かれし者）に関する教義と伝説がスーダンの人々の心をとらえたため、この原理主義的世界観は宗派を越えて広まった。これらの教義の多くは根拠のないハディース（伝承）に由来したものである。若しくは、歴史的東スーダンに古くからあった神話、シーア派の教義、スーフィー的伝承文化が1つにまとまっていってできたものである。イスラームの世紀への変わり目にはマフディー（導かれし者）が自ら姿を現すと信じられていたし、その出現は時の終わりを告げるものであると信じられていた。マフディーは信仰に新たな息吹を吹き込み、分裂したウンマの再統一をなすとされ、その統治は8年間続くとされていた。そしてマフディーは反救世主、ダッジャール（al-Dajjal）との戦いで命を落とし、その統治は終わると信じられていた。ダッジャールはその後に、アン＝ナビー・イーサー（Nabi 'Isa）の再来により打倒されるとされていた。

## ウラマーの反応
ムハンマド・アフマドのマフディー宣言は、サンマーニーヤ教団や他の宗派の宗教指導者たちの間で信じられ、歴史的東スーダンの諸部族の間でも部族の垣根を越えて支持が広がったにもかかわらず、正統的な宗教権威であるウラマーはこれを嘲笑した。とりわけ激しくムハンマド・アフマドを批判したのは、オスマン帝国のスルタンに忠実なスーダン人のウラマーであり、トルコ＝エジプト政権（ムハンマド・アリー朝）に庇護されていた者たちであった。そのようなウラマーとしては、ハルトゥームの高等裁判所の指導者（ムフティー）であったシャーキル・アル＝ガーズィー（Shakir al-Ghazi）や、クルドゥファーン地方の裁判所の判事（カーディー）であったアフマド・アル＝アズハリー（Ahmad al-Azhari）がいる。
批判者たちはアル＝マフディー思想の詳細に立ち入ってこれを否定することは慎重に避けた。彼らはむしろ、自分こそがアル＝マフディーであるというムハンマド・アフマドの主張は信頼できるものではないと批判した。彼らはムハンマド・アフマドの宣言がハディース文献に散りばめられた予言と一致しないことを指摘した。特に彼らが問題としたのは、ムハンマド・アフマドがドゥンクラーに生まれたという事実、彼がファーティマ・ザフラーの子孫であるという証拠を欠くこと、真正なアル＝マフディーの身体に現れると予言されている特徴が彼の身体には見られないこと、そして、彼の宣言がハディースで予言された「地に抑圧、暴政、怨嗟の声が満つ」「苦難の時代」になされたものではないこと、であった。
トルコ＝エジプト政権の法的正当性へのムハンマド・アフマドの挑戦は、拡大解釈すればバーブ・アリー（オスマン帝国中枢）の支配の合法性を問うことにもなり、多くのエリート宗教者の反発を招いた。その一方で、彼の唱えたイスラームの教義と実践へのラディカルな変革の中には、諸国のエリートでないイスラーム法学者の見解を二分させるものもあった。特に賛否両論を沸き立たせたのは、スンニー派の四大法学派（マザーヒブ  Madhahib, مذاهب）の廃止や、タフスィール（クルアーン注釈学）の長い歴史の中から生まれた権威あるテキストのすべてを拒否するといった変革であった。そのほかにも信仰告白（シャハーダ）の文句に「ムハンマド・アル＝マフディー、ハリーファ・ラスールッラー（ムハンマド・アフマドは神の言葉を伝えし方の代理人である）」を付け加えることや、ムスリムの5つの実践義務（六信五行における五行）に関して、巡礼（ハッジ）に代えて聖戦（ジハード）の実行を義務とし、6番目の義務としてマフディーヤを信じることを入れるといった改革をめぐって、彼らの意見は二分された。

## 反乱蜂起の拡大

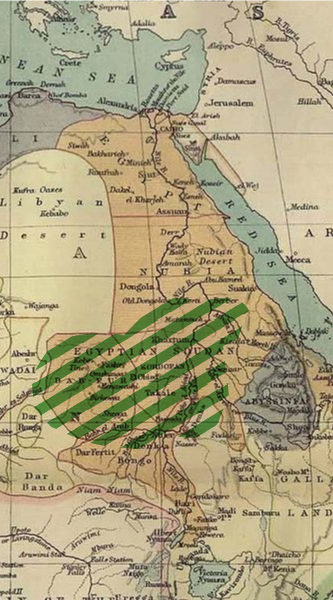
緑でハッチングされた部分が1885年時点のマフディー反乱の範囲である。

ウラマーの助言を受けて、エジプトの治安当局はムハンマド・アフマドを偽の教義を広めた罪で逮捕することにし、遠征軍を組織した。ムハンマド・アフマドはこの遠征に対してジハードを宣言することによって答えた。このことは当時のイスラーム法学者から非常に厳しく批判された。
我は正しく導かれし者、神の預言者の代理人であるぞ。不信仰者のトルコ人への納税をやめよ。トルコ人を見かけた者は誰でもその命をとってもよい、なぜならやつらは不信仰者（カーフィル）だからだ。—ムハンマド・アフマド、
他の宗教改革者と違って、ムハンマド・アフマドはイジュティハードの実践を奨励することはなかった。その代わりに「神から直接暗示を受けた」として、自ら布告した内容を伝統的な法学的解釈に置き換えた。といってもそれは預言者ムハンマドを封印してその地位を奪うものではなかった。なぜならば預言者は、何らかの方法で、ムハンマド・アフマドに与えられる啓示を媒介したからであった。
啓示は神の使徒から下る。彼は我を導くため、我のそばにおれと神から遣わされた天使なのだ。だからこの啓示から知りうることは神が使徒を通じて私に霊感を与えたものなのだ。—ムハンマド・アフマド、
アル＝マフディーのダアワ（付き従った人々、信奉者）は、アル＝アンサール（援助者の意）を自称した。彼らは西洋人には「デルヴィーシュ」（乞食坊主、修行者の意）と呼ばれた。アル＝マフディーとそのダアワは、クルドゥファーンに向けて長い道のりを行進した。そこでアル＝マフディーは大規模な教宣を行い運動への参加を呼びかけ、多数のアンサールを得た。特に、バッガーラ人たちの心をつかむことに成功し、リゼイガト部族のシャイフ・マディーッボ・イブン・アリーや、ター・アーイシャ部族のアブダッラーヒ・イブン・ムハンマドといった部族長の支持を取り付けた。ベジャ人のハデンドゥア（Hadendoa, 遊牧民）もダアワに参加した。東部スーダンのハデンドゥア族長、ウスマーン・ディグナは1883年にアンサールに馳せ参じた。

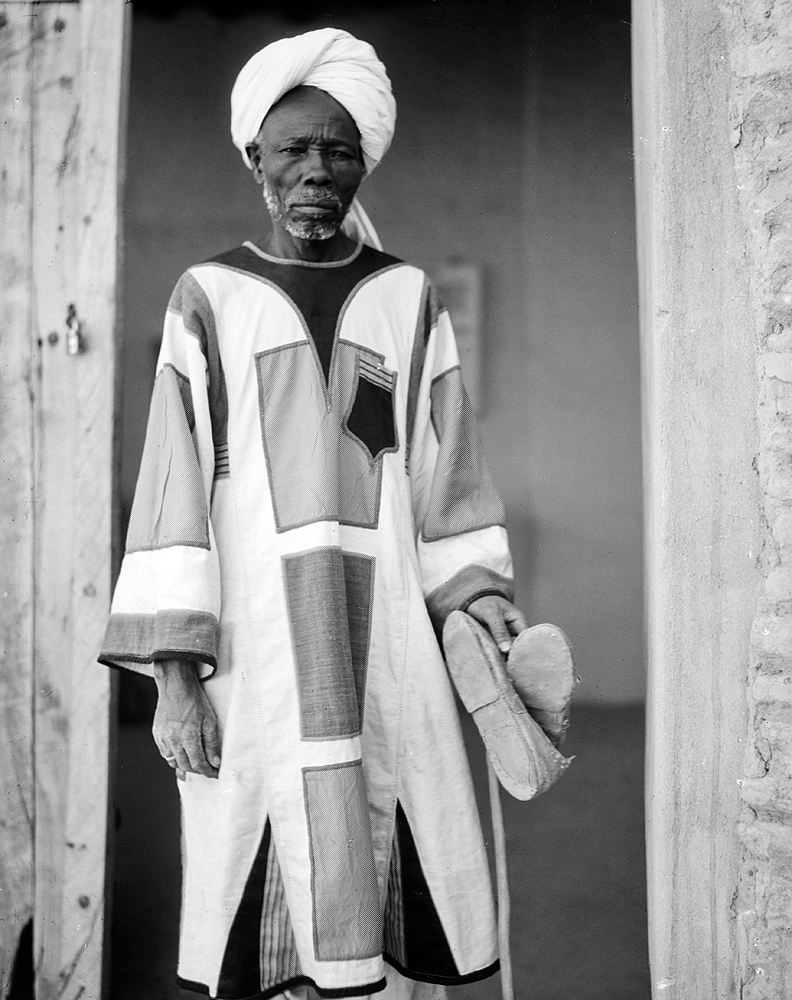
マフディー運動の参加者（アンサール）がよく着ていた服を身にまとったスーダンの男性。ウンム・ドゥルマーンで1936年に撮影された写真。

マフディー運動は1881年に北部スーダンではじまり、西部スーダンまで押し返された。ところがそこでヌエル、シッルク、アヌアックの各部族の支援を受け、南部スーダンからはバフル＝ル＝ガザル部族の支援も受けた。ここに至り、マフディー運動は局地的な運動ではなく「民族主義革命」（a national revolution）の様相を呈するようになった。
他方で、東部スーダンと北部スーダンで信者を拡げていたスーフィーのタリーカの1つ、ハティム教団（Khatmiyya、ハティミーヤ）はアル＝マフディーの主張を異端であると斥けた。マフディー軍はハティム教徒を攻撃し、カッサラーにあるサイイド・アル＝ハサンの霊廟を荒らした。アル＝ハサンはハティム教団で崇拝されていたイマーム、ムハンマド・ウスマーン・アル＝ミールガーニー・アル＝ハティム（Mohammed Uthman al-Mirghani al-Khatim）の孫である。ハティム教団の指導者は暗殺を恐れてエジプトに亡命せざるを得なくなった。
1883年の後半ごろ、アンサールたちはアル＝ウバイド（エル＝オベイド）からさほど遠くないところでエジプト軍4,000人と相対し、圧勝した。彼らの武装は槍と剣だけだったが、この戦闘における勝利でエジプト軍のライフル銃やその他の火器を鹵獲した。マフディー軍は引き続きアル＝ウバイドの町を2か月間にわたって包囲し、兵糧攻めにした。町が降伏したのちは、ここにアンサールの本部が置かれ、以後、10年間近く、アル＝マフディーヤの本拠地となった。
今や40,000人の軍勢にふくれあがったアンサールは、イギリス人の将校ウィリアム・ヒックスに率いられたエジプト軍8,000人を、シェイカンという場所で打ち破った（エル＝オベイドの戦い）。西洋人の視点に立つと、ヒックスの敗戦はダールフールの運命を閉ざしたも同然だった。南部のジャバル＝カーディル山もアンサールたちの手中に落ち、スーダンの西半分がアル＝マフディーヤの支配下に入った。ダールフールはルドルフ・カール・フォン・スラーティンによりのちに取り戻される。
アンサールたちの勝利は、ウスマーン・ディグナ率いる遊牧民ハデンドゥアに勇気を与えた。彼らは紅海に面したスワーキンの港を支配していた、ヴァレンティン・ベイカー大佐率いる小規模なエジプト軍を追い出した。イギリスはスワーキンを取り返すために4,000人のイギリス兵を派遣せざるを得なくなった。遠征軍はジェラルド・グレアム少将が統率の任につき、2月29日にアッ＝ティーブにてディグナの軍を破ったが、2週間後にターマーイー（ターマニーヤ）において手痛い反撃を受けた。グレアムは最終的に任務から降りた。

## ハルトゥーム
この地域から吸い上げることのできる利益の少なさから、1883年12月にイギリスは、北部のいくつかの町と港を除いてスーダンを放棄することに決めた。維持することにした町はハルトゥーム、カッサラー、サンナール、スワーキンであった。スーダンからエジプト軍と将校、その他の外国人を撤退させる作戦の司令官に任命されたのは、「常勝将軍」の異名を取ったチャールズ・ゴードンであった。彼はハルトゥームの総督に再任され、そこに籠城するエジプト人たちの撤退作戦も指揮することとなった。

### ゴードンの到着
ゴードンは1884年2月にハルトゥームに到着した。アル＝マフディーヤに当惑していた近隣の部族の多くは、当初のうちは、彼の到着を歓呼の声で迎えた。北方への通行は依然変わらず行われており、電信設備も損なわれていなかった。しかしながら、ゴードンの到着直後に発生したベジャ人の蜂起により事態は大きく変わった。通信の手段が飛脚に限られることになった。
ゴードンは、北へ通じる道が立て篭っている人々を救出するには危険すぎると考え、撤退を支える援軍をカイロから送るよう、イギリス政府に圧力をかけた。また、かつて自分の仇敵、アル＝ズバイル・ラフマ・マンスールがスーダンを支配することを黙認することも提案した。これは有能な軍人であったアル＝ズバイルがアンサールたちへの有効なカウンターとなることを意図してのことであった。イギリス政府はゴードンの提案を2つとも拒絶したため、彼は交戦の準備を始めた。
1884年3月、ゴードンはエジプトへ通じる北方への街道の掃討作戦に打って出ることにした。しかしながら、エジプト軍の将校の相当数が敵方に寝返ったり、たった1回の一斉射撃を受けただけで戦場から逃げ出したりした。ゴードンは守備的な作戦しか遂行しえないことを悟り、ハルトゥームへ帰還し、陣地を築くことにした。
1884年4月までにゴードンは北方への長旅に耐えうる2,500名あまりの外国人の避難を何とかやり終えた。この避難任務を遂行したのはスチュアート大佐率いる機動部隊であったが、ハルトゥームに戻ってきたときには200名前後のエジプト軍人が減っていた。彼らはちょっとした挑発にも驚いて降参したり逃げ出したりしたためであった。

### 包囲戦
アンサールたちがハルトゥームに到着したとき、ゴードンは完全に孤立していたが、防御工作のおかげで町の内部への彼らの浸透は免れた。ゴードンは主に地雷を設置したのであるが、これはアンサールたちを十分に恐れさせた。スチュアート大佐は小規模な別働隊を組織して、ナイル川が増水すると砲船を使ってバルバルの町を襲い、8月には一時的ながらも奪還に成功した。ところがスチュアートは、新たな略奪のためにバルバルから移動してドゥンクラーを襲撃していた矢先、死亡した。ゴードンは、アル＝マフディー（ムハンマド・アフマド）自身が彼に送った書簡を読んだときにはじめて、その事実を知った。
イギリス本国においてはゴードンの支援を求める世論が高まり、グラッドストン内閣が最終的にガーネット・ジョゼフ・ウォルズリーにゴードン救出を命じるに至った。ウォルズリーは、それ以前に発生したクーデタ未遂事件への対応で、既にエジプトにイギリス軍を展開していた。大規模な歩兵戦力を組織することが可能ではあったが、歩兵ゆえに進軍に極端に時間がかかった。援軍が到着するまで時間がかかることを知ったゴードンは、ラクダ騎兵で組織した遊撃隊を先に派遣してほしいとウォルズリーに手紙で催促した。遊撃隊はハーバート・スチュアート准将の指揮の下、ワーディー・ハルファーを発ってバイユーダ砂漠を越えようとしたが、ベジャ人のバダウィ（遊牧民）、ハデンドゥアの襲撃を受けた。交戦は2度にわたり行われ、1度目はアブー・トゥライフという場所で（この戦闘の名称はイギリス軍の公式の戦闘記録では the battle of Abu Klea （アブー・クリーの戦い）の名で伝わる）、2度目はアル＝ムタンマという場所の近くで行われた。2度の戦闘を受けてもイギリス軍の遊撃隊は方陣を崩すことなく保った一方、アンサールたちは多数の死傷者を出して駆逐された。
ハルトゥームから 100マイル (160 km) 北方にあるアル＝ムタンマで、ウォルズリー軍の先遣隊はゴードンが派遣した4隻の蒸気船に遭遇した。蒸気船は援軍の第一陣を速やかに輸送するため川上から送られてきたものであった。先遣隊はこのとき、「町が今にも陥落しそうだ」という切迫した状況を伝えるゴードンの伝言を聞いた。ところが、そのすぐ後に飛脚がやってきて、「町はあと1年は持ちこたえることができる」という伝言を先遣隊に伝えた。彼らはあとから聞いた情報の方を信じることにしてアル＝ムタンマに留まり、その間、より多くの兵隊が乗り込めるように、蒸気船を改修することにした。

### ハルトゥームの陥落
ウォルズリー軍の先遣隊は1885年1月28日になってようやくハルトゥームに到着した。そして、その2日前に行われたハルツーム包囲戦で町が陥落したことを知った。ナイル川の増水の季節が終わったころ、ゴードン方のエジプト人レフテナント（中尉に相当）ファラズ・パシャ（Faraz Pasha）が水門を開き、そこからアンサールたちの侵入が可能な状態にした。これにより駐留部隊は殺戮され、ゴードンは宮殿の階段のところでマフディー軍と戦った末に殺害された。遺体は細切れに刻まれ、首を刎ねられたが、これはもとよりアル＝マフディー（ムハンマド・アフマド）の禁ずるところであった。ゴードンの首級がアル＝マフディーの足下に転がされたとき、彼はこれを木の枝が分かれるところに固定するように命じ、「その木の下を通る者は誰でも軽蔑を込めてこれを見ることができるように、小童どもがこれに小石を投げつけられるように、砂漠の鷹がこれの上を旋回しその肉をついばむことができるようにせよ」と言った。ウォルズリー軍は船で到着したものの、町の中心部へ向かおうと突破を試みると火のつぶてが飛んできたため退却した。
マフディー軍は掃討戦を続けた。カサラーとサンナールはすぐに陥落し、1885年の終わりにアンサールたちはスーダン南部の諸地域への教宣を開始した。いまや、イギリス領インドの植民地軍により強化された紅海沿いのスワーキンと、イギリス＝エジプト連合軍の手中にある国境沿いのワーディー・ハルファーを除いて、スーダン全域がマフディーヤへの援助者（アンサール）となった。

### シャリーアに加えられた変更

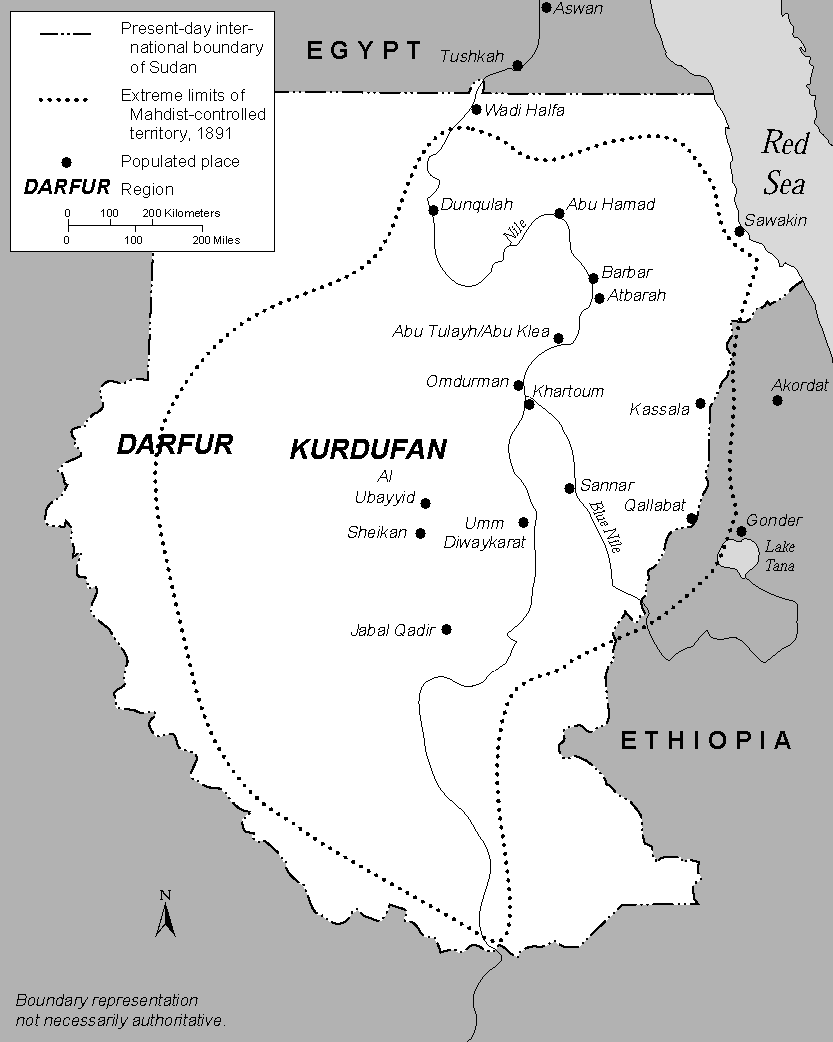
アル＝マフディーヤ (1881 - 1898)

今やスーダン人の手に取り戻されたスーダンに、アル＝マフディーは政府を樹立した。マフディーヤ（マフディスト政権）はシャリーア（イスラーム法）に変更を加え、多様な宗教指導者により代表されるイスラーム法廷が、イスラーム国家の観点に従ってシャリーアを執行するようにした。そのシャリーアは、アル＝マフディーが幻視したものの中で神から伝えられた指示に基づいて、アル＝マフディーが創設したものであった。
このシャリーアによると、アル＝マフディーへの忠誠は真の信仰に不可欠なものであった。信仰告白（シャハーダ）の文句には「ムハンマド・アフマドは神に導かれし者、神の預言者の代理なり」が加わった。五行（信者が実践すべき5つの行為）のうち、ハッジ（聖地への巡礼）がジハード（聖戦）に置き換わった。なお、多数派のムスリムたちの間において、ジハードは信仰の中心にはあるが五行の1つであるとは考えられていない。
アル＝マフディーはまた、家系図や法律の本、神学の本を焼き捨てることを認めた。理由はそれらが旧体制に結びついており、信仰の共同体（ウンマ）を犠牲にして部族主義を強調するものであるからというものであった。

### ムハンマド・アフマドの死と後継者

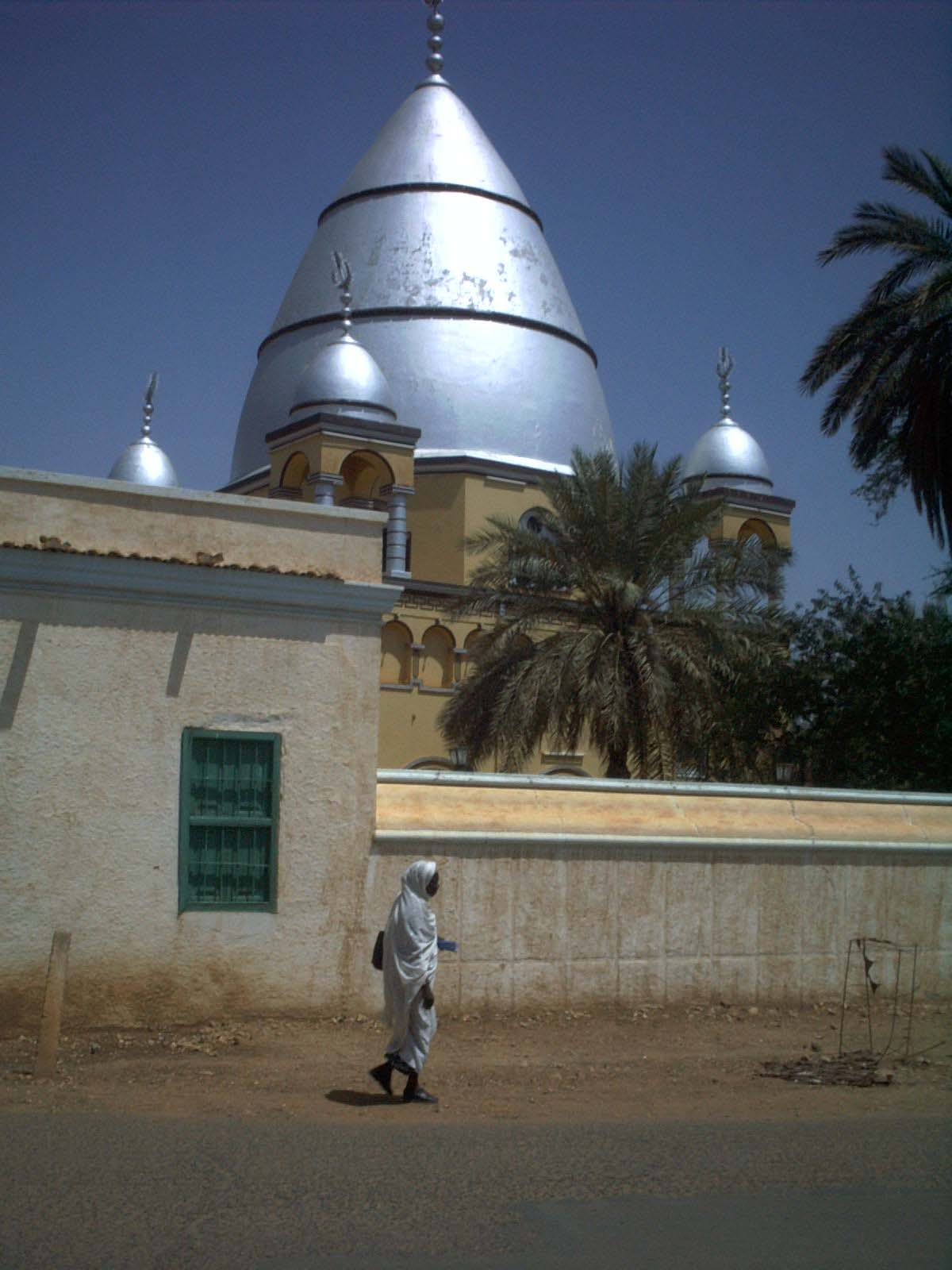
ウンム・ドゥルマーンに再建されたムハンマド・アフマドの墓

ハルトゥームの解放後6か月経って、ムハンマド・アフマドはチフスにより亡くなった。彼の遺体はウンム・ドゥルマーンに埋葬された。アル＝マフディーは自らに死が訪れる時に備えて、代理となる者を3人、選んでいた。これは神の預言者ムハンマド・アブドゥッラーフの故事にならったものである。ところがそのせいで混乱が長く続くことになった。3人がそれぞれ、出身地域の人々の支持を受けて相争うことになったからである。混乱はアブダッラーヒ・イブン・ムハンマドがアラビア語を話しサヘルに住む人々、バカーラ人の支援を受けて圧倒的に優勢になるまで続いた。「ハリーファ」（後継者）と呼ばれたアブダッラーヒは、マフディーヤからムハンマド・アフマドの家族や古参の弟子たちを粛清した。
ハリーファ・アブダッラーヒは、ジハードを通してマフディーヤを拡大するというムハンマド・アフマドの構想の実現に傾注した。しかしこのジハードは、事実上隣接する諸邦との関係の悪化を招いた。一例を挙げると、ハリーファ・アブダッラーヒは、エチオピア皇帝ヨハンネス4世から提案されたヨーロッパ人と対抗するための同盟を断った。エチオピア人の多数派はムスリムでないため、彼の目には同盟の価値が低いと映った結果であった。それどころか、1887年にはアンサール60,000人に命じてエチオピアに侵攻させた。アンサールたちは首都ゴンダールにまで至り、捕虜と戦利品を得た。ハリーファ・アブダッラーヒは、すべてのエチオピア人がイスラームに改宗しないかぎり、敵対関係を終わらせたりエチオピアと平和交渉をしたりすることを拒否するとした。
1889年3月にヨハンネス4世は、エチオピア皇帝（ナグーサ・ナガースト）個人の名において軍に命令し、スーダンへの反撃をさせた。カッラーバートまで進軍したが、ヨハンネス4世が戦死し、エチオピア軍は降伏した。
ハリーファ・アブダッラーヒは1898年にキッチナー将軍率いるイギリス軍により最終的に打ち負かされる。ムハンマド・アフマドの墓は信奉者の聖地となるのを防ぐために破壊され、彼の頭蓋骨はキッチナーが戦利品として手に入れる一方、残りの遺骨はナイル川に投げ入れられた。頭蓋骨はのちにワーディー・ハルファーに埋められたと言われている。墓は最終的に再建された。

## 没後

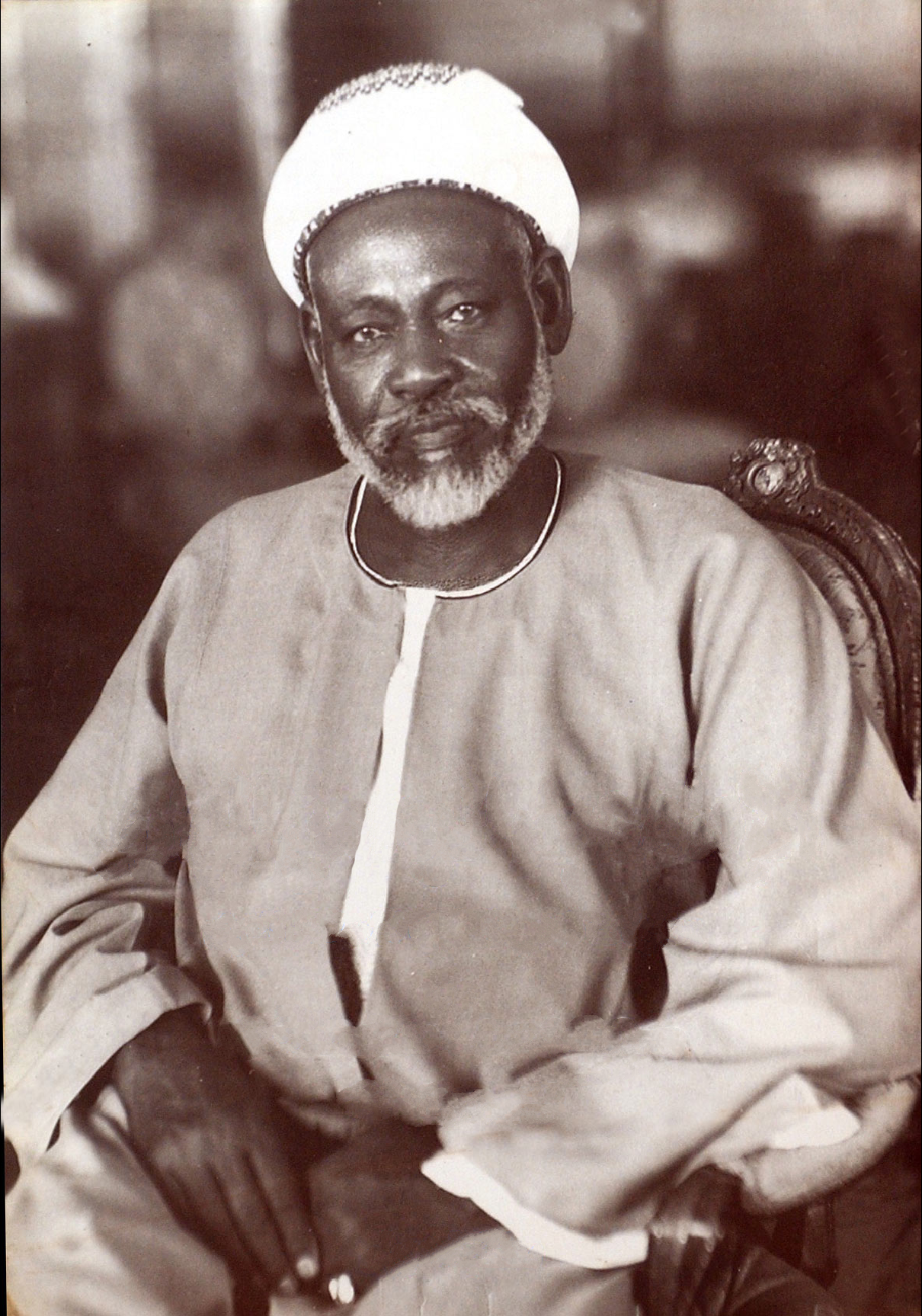
アブドゥルラフマン・アル＝ラフディー

### 政治的遺産

Flag ratio: 1:2

イギリスはムハンマド・アフマドが亡くなった後に生まれた彼の子ども、アブドゥルラフマン・アル＝ラフディーをマフディストの穏健なリーダーとして重視した。アブドゥルラフマンは英挨領スーダンにおけるネオ＝マフディスト運動のリーダーとなったが6年に1スーダンが独立を成し時き、新生独立国スーダンの王になろ政治的野心を警戒されてイギリスの支援を得られなかった。それでも独立直後には首相を務め、国民政党に相当するウンマ党を経済的に支えた。
こんにちのスーダンにおいては、ムハンマド・アフマドはスーダン・ナショナリズム（スーダン人の民族主義）の先駆者とみなされることがある。ウンマ党はムハンマド・アフマドの政治的後継者を自認している。ウンマ党の指導者でスーダン首相も2度ほど務めたことがあるイマーム・サーディク・アル＝マフディーはムハンマド・アフマドの玄孫（四世孫）にあたり、ムハンマド・アフマドに忠誠を誓うアンサールたちの宗教的指導者（イマーム）でもある。